# I Drink Wine
«I Drink Wine» es un sencillo de la cantante británica Adele, extraído de su cuarto álbum de estudio, 30. Lo coescribió junto a su productor, Greg Kurstin, y publicó como séptima pista del disco el 19 de noviembre de 2021, bajo el sello Columbia Records. Se trata de una balada con influencias góspel que incorpora un piano y órgano en su instrumentación. Su letra trata sobre dejar el propio egocentrismo y reflexiona sobre su divorcio de Simon Konecki.
Recibió críticas mayormente positivas, y algunas lo consideraron uno de los mejores temas de su carrera. Alcanzó el top 10 en el Reino Unido, Irlanda, Islandia, Nueva Zelanda, Sudáfrica, Australia, Canadá y Suecia, e ingresó en las listas de otros países. Su videoclip, dirigido por Joe Talbot, muestra a Adele flotando en un río y recorriendo un bosque mientras bebe una copa de vino. Ella interpretó «I Drink Wine» en sus especiales televisivos y en los Premios Brit de 2022, con una acogida positiva. Se emitió por la radio musical italiana el 4 de noviembre de 2022.

## Antecedentes
Adele comenzó a trabajar en su cuarto álbum en 2018, y su divorcio de Simon Konecki en septiembre del año siguiente influyó directamente en la composición del proyecto. Lo coescribió junto a Kurstin, con quien ya había trabajado en varios temas de su disco anterior, 25. Inspirada por su necesidad de madurar tras la separación, describió sus reflexiones personales en la letra. El primer verso se originó en una conversación de seis horas con James Corden, en la que él manifestó sentirse abrumado por asuntos laborales y la influencia de la tecnología. Originalmente, el tema contaba con 15 minutos de duración, pero fue recortado a solicitud del sello discográfico, y la versión final incorporó grabaciones adicionales sobre «momentos de inseguridad y remordimiento», sugeridas por una amiga.
El 1 de noviembre de 2021, la artista reveló la lista de canciones de 30, en la que figuraba «I Drink Wine» como la séptima. Tras el anuncio, captó la atención en Twitter, y sus fanáticos especularon que se trataba del tema al que había aludido en una entrevista con British Vogue: «Oh, eso es destrucción. Soy yo saliendo a emborracharme en un bar. Bebiendo licor. Empiezo discusiones si bebo licor. Puedo con el vino; podría beberme cinco botellas y tener una conversación normal». Chris Willman, de Variety, afirmó que era «el tema que los Adele-aholics ya han decidido es su favorito; ni siquiera necesitan escucharlo, con ese título. No decepcionará».
Adele reveló que tres pistas «competían» por ser el sencillo principal, entre ellas una que describió como «muy setentera, con piano, estilo cantautora, con una banda completa, pero muy a lo Carpenters, muy a lo Elton». En noviembre de 2021, Rolling Stone anunció que «I Drink Wine» se lanzaría como el segundo sencillo del disco. Estuvo disponible para descarga digital. Sin embargo, finalmente se optó por «Oh My God» como segundo sencillo. En octubre de 2022, Billboard informó que «I Drink Wine» se promocionaría como el tercer sencillo, y se envió a las emisoras italianas el 4 de noviembre de ese mismo año.

## Composición
«I Drink Wine» tiene seis minutos y 16 segundos de duración. Kurstin produjo y se encargó de la ingeniería; interpreta el bajo, el mellotron, el piano, el órgano Hammond, la percusión, el orchestron y el piano Rhodes, mientras que David Campbell se encargó de la instrumentación de cuerdas. La masterización estuvo a cargo de Randy Merrill, la mezcla de Matt Scatchell y Tom Elmhirst, y Steve Churchyard, Alex Pasco y Julian Burg colaboraron en la ingeniería.
Se trata de una balada con influencias góspel, acompañada de piano de soul sureño y una instrumentación de órgano. Jon Pareles, de The New York Times, opinó que tiene un «aire de iglesia», y Jillian Mapes, de Pitchfork, la calificó como «una autenticidad de chardonnay que te invita a la iglesia». Neil McCormick, de The Daily Telegraph, escribió que ella ofrece su interpretación vocal con «cadencias suaves y alargadas en las vocales que extraen ritmos y rimas a voluntad». Al interpretar la línea de  “I'm trying to keep climbing up”, su voz asciende en un arpegio ascendente. En el estribillo, su intensidad vocal culmina en un belting con algo de aspereza en las notas graves. Según Annabel Nugent, de The Independent, el tema presenta «un piano que gira hacia arriba y unas voces aterciopeladas». Hacia el clímax, «I Drink Wine» incorpora una nota de voz introspectiva. Los críticos compararon la canción con la obra de Elton John; Mapes la describió como «un singalong de bar al estilo de John, con fuertes matices góspel y una nota de voz introspectiva al final». Alexis Petridis, de The Guardian, opinó que evoca a Carole King, mientras que Robin Murray, de Clash, la asimiló a las baladas grabadas por Tom Waits en los años 1970.
La letra trata sobre el proceso de dejar atrás el ego, y aborda directamente su divorcio de Simon Konecki. En el verso inicial, recuerda su infancia y reflexiona sobre cómo ha cambiado con el tiempo. Admite llorar y enfrentar problemas con su matrimonio y su vida. Hacia el final, expresa su deseo de paz y felicidad para su exesposo, aunque reafirma que la separación fue «lo mejor»: “Sometimes the road less travelled is a road best left behind” —«A veces es mejor dejar atrás el camino menos transitado»—.

## Recepción

### Crítica
Las reseñas fueron en su mayoría positivas. Rob Sheffield, de Rolling Stone, la describió como un «punto culminante» en la carrera de Adele y «una de sus hazañas más ambiciosas». Brittany Spanos, del mismo medio, la consideró una de las mejores canciones de su carrera y la describió como «una hermosa balada que hace que una deidad del pop baje a la Tierra». La revista la posicionó como su tercera mejor canción, la décima mejor de 2021 y la novena en su edición australiana. A Pareles le gustó la combinación de emoción y precisión en la interpretación. David Cobbald, de The Line of Best Fit, la consideró más «madura» que sus trabajos anteriores, con un «sentido de optimismo edificante sobre una base de góspel». Gabrielle Sanchez, de The A.V. Club, opinó que su sonido se «expandió» en este tema y se desarrolla hasta un «alivio purgativo» en el estribillo final. Willman describió la instrumentación de piano como «dulce y con un aire góspel», mientras que McCormick señaló el contraste entre sus letras melancólicas y el tono «irónicamente alegre» del piano y el órgano. Sin embargo, Eric Mason, de Slant Magazine, consideró que su duración era excesiva y poco adecuada para la radio pop. Por su parte, El Hunt, de NME, encontró prometedores su título y sus influencias góspel, pero opinó que la percusión le daba un tono «cursi».
Kyle Mullin, de Exclaim!, opinó que la letra comunica de forma concisa «la soledad que acompaña su éxito sin precedentes». Murray, por su parte, la valoró positivamente y la describió como una «mirada a la lejanía de la vida en Los Ángeles», donde «incluso el trayecto más simple puede convertirte en prisionero del tráfico, ya sea a nivel emocional o de otro tipo». Mapes señaló que, si bien la letra está «llena de clichés», resulta a la vez «pródiga y realista», y le parecería «adecuada para la banda sonora de un futuro remake de 27 Dresses». En contraste, Mikael Wood, del Los Angeles Times, consideró que el tema en su conjunto no logró cumplir con la «confesión milenial que su título sugería», mientras que Graeme Marsh, de MusicOMH, opinó que, aunque la letra proyecta un «atractivo masivo», carece de mayor profundidad y la desestimó como un «recorte típico de Adele».

### Desempeño comercial
«I Drink Wine» debutó en su punto máximo al alcanzar el número cuatro en la lista de sencillos del Reino Unido publicada el 26 de noviembre de 2021, y obtuvo una certificación de Platino por la Industria Fonográfica Británica. En Estados Unidos, se posicionó en el número 18 del Billboard Hot 100 y fue certificada como Oro por la Recording Industry Association of America. Asimismo, en Canadá llegó a ocupar el puesto 10 en el Hot 100 canadiense. En Australia, llegó al número 10 y recibió una certificación de Oro por la Australian Recording Industry Association. En Nueva Zelanda se ubicó en el número siete, mientras que en la lista Billboard Global 200 alcanzó el número 10. A nivel internacional, se situó en diversas listas: número 5 en Irlanda, número 7 en Islandia, número 8 en Sudáfrica, número 10 en Suecia, número 18 en Noruega, número 30 en los Países Bajos, número 34 en Dinamarca, número 36 en Portugal, número 48 en Eslovaquia, número 55 en la República Checa, número 81 en Francia e Italia,número 95 en España, y número 97 en Croacia. Además, recibió una certificación de Platino en Brasil.

## Videoclip
Joe Talbot dirigió el videoclip de «I Drink Wine». En diciembre de 2021, Adele apareció en un video promocional junto a NikkieTutorials, en el que describió su clip como «jodidamente gracioso» y añadió: «es lo más extravagante que jamás verás, y creo que el próximo año todos podrían vestirse como en Halloween». El 25 de octubre de 2022, compartió un teaser de ocho segundos en el que se observa a un pianista tocando sobre un puente mientras ella flota en una barca debajo, y anunció que la versión completa se publicaría al día siguiente. El estreno se realizó durante un evento denominado «Happy Hour with Adele» en West Hollywood, en el que la cantante recibió a un grupo de fanáticos. El video comienza con un título estilizado al cine clásico de Hollywood. Apareciendo con un vestido dorado de Valentino, Adele observa a una pareja con desdén mientras flota, llena su copa de vino y desecha la botella vacía. Más adelante, se acerca a un grupo de pescadores, entre ellos Kendrick Sampson, quien intenta conquistarla y la hace girar; sin embargo, ella lo rechaza, y los nadadores sincronizados que la acompañan lo apartan. Finalmente, recorre un bosque y el video concluye con un paneo que revela todo el escenario, para luego mostrar a Adele flotando en una piscina rodeada de flores. Justin Curto, de Vulture, afirmó que la artista estaba «en su mejor versión en el video» y que «lucía glamourosa». El trabajo fue nominado por los MTV Video Music Award a la Mejor Cinematografía en 2023.

## Interpretaciones en directo
Adele interpretó «I Drink Wine» por primera vez en directo durante su especial para la cadena CBS Adele One Night Only. El 8 de febrero de 2022, ofreció un concierto en los premios Brit, donde lució un vestido de gasa color lima de Valentino. Fue acompañada por una banda de cuatro músicos y tres coristas. Jem Aswad, de Variety, comentó que la actuación fue «impecable, intensa en los momentos precisos, con un énfasis bien marcado y una mueca desafiante al entonar la línea “Why am I seeking approval from people I don't even know?” —¿Por qué busco la aprobación de personas que ni siquiera conozco?—». Tomás Mier, de Rolling Stone, describió la presentación como «asombrosa», y señaló que Adele alcanzó cada nota «a la perfección y sin esfuerzo», y que «se veía deslumbrante». Heran Mamo, de Billboard, afirmó que se recostó sobre el piano «como si fuera su trono» y estuvo acompañada por bailarines ataviados con brillantes trajes negros a juego. Interpretó el tema en sus conciertos del festival British Summer Time Hyde Park, los días 1 y 2 de julio de 2022, y lo incluyó en el repertorio de su residencia de conciertos Weekends with Adele. Además, volvió a presentarlo junto a James Corden en el episodio final de Carpool Karaoke, un segmento de su programa, The Late Late Show with James Corden, donde conversaron sobre la influencia que tuvo en la canción.

## Créditos y personal
Créditos adaptados de las notas del álbum de 30.
- Greg Kurstin — producción, composición, ingeniería, bajo, piano, mellotron, órgano Hammond, percusión, orchestron y piano Rhodes.
- Adele — composición.
- David Campbell — instrumentos de cuerda.
- Randy Merrill — masterización.
- Matt Scatchell — mezcla.
- Tom Elmhirst — mezcla.
- Steve Churchyard — ingeniería.
- Alex Pasco — ingeniería.
- Julian Burg — ingeniería.

## Posicionamiento en listas
| Listas (2021-2022)                        | Mejor posición |
| ----------------------------------------- | -------------- |
| Australia (ARIA)                          | 10             |
| Canadá (Canadian Hot 100)                 | 10             |
| Croacia (Hrvatska radiotelevizija)        | 97             |
| República Checa (Singles Digitál Top 100) | 55             |
| Dinamarca (Tracklisten)                   | 34             |
| Eslovaquia (Singles Digitál Top 100)      | 48             |
| Francia (SNEP)                            | 81             |
| Global 200 (Billboard)                    | 10             |
| Islandia (Tónlistinn)                     | 7              |
| Irlanda (IRMA)                            | 5              |
| Italia (FIMI)                             | 81             |
| Países Bajos (Mega Single Top 100)        | 30             |
| Nueva Zelanda (Recorded Music NZ)         | 7              |
| Noruega (VG-lista)                        | 18             |
| Portugal (AFP)                            | 36             |
| España (Top 100 Canciones)                | 95             |
| Sudáfrica (RISA)                          | 8              |
| Suecia (Sverigetopplistan)                | 10             |
| Reino Unido (UK Singles Chart)            | 4              |
| Estados Unidos (Billboard Hot 100)        | 18             |

## Certificaciones
| País           | Organismo certificador                    | Certificación | Ventas certificadas | Ref.   |
| -------------- | ----------------------------------------- | ------------- | ------------------- | ------ |
| Australia      | Australian Recording Industry Association | Oro           | 35 000              | [ 43 ] |
| Brasil         | Pro-Música Brasil                         | Platino       | 40 000              | [ 60 ] |
| Dinamarca      | IFPI Dinamarca                            | Oro           | 45 000              | [ 82 ] |
| Polonia        | Związek Producentów Audio Video           | Oro           | 25 000              | [ 83 ] |
| Reino Unido    | Industria Fonográfica Británica           | Platino       | 600 000             | [ 39 ] |
| Estados Unidos | Recording Industry Association of America | Oro           | 500 000             | [ 41 ] |